# HMAS Allenwood
HMAS Allenwood (FY18) – trałowiec pomocniczy z okresu II wojny światowej należący do Royal Australian Navy.

## Historia
Allenwood został zwodowany w 1920 w stoczni Wright’s Yard w Tuncurry w Nowej Południowej Walii.
Po wybuchu II wojny światowej kabotażowiec Allenwood wraz z 34 innymi statkami zostały wcielone do Royal Australian Navy i przystosowane do roli trałowca.  27 lipca 1941 został wcielony do RAN-u, do służby wszedł 16 września.  Okręt został wycofany do rezerwy 30 listopada 1944 i zwrócony właścicielowi, A. Taylor & Co Ltd, 1 października 1946.  Złomowany po wejściu na mieliznę we wrześniu 1951 roku.